# Lotus Elan M100
Ne doit pas être confondu avec Lotus Elan.
La Lotus Elan M100 est une voiture de sport de type cabriolet à deux places du constructeur britannique Lotus.

## Conception
Son design a été réalisé en interne chez Lotus par Peter Stevens à la suite d'un concours opposant Italdesign et General Motors, ce dernier étant à l'époque le propriétaire de Lotus.
Elle dispose d'une carrosserie en fibre de verre multi-panneaux, assemblés autour d'un châssis poutre en acier galvanisé et reçoit à l'avant un moteur  4 cylindres en ligne de 1 588 cm3 , turbo compressé Izuzu  ou non (la version atmosphérique étant alors uniquement disponible en Angleterre).
La liaison au sol est assurée par une suspension à quatre roues indépendantes et à double triangulation. Un soin particulier avait été apporté à la conception du train avant afin d'éliminer les remontées de couple dans le volant.
La version équipée d'un turbocompresseur IHI développe une puissance 167 ch pour le modèle S1 non catalysé, la version atmosphérique 130. Son poids à vide et réservoir plein s'élève à 997 kg.
Environ 35 millions de livres sterling de l'époque furent investies pour son développement, soit bien plus que n'importe quelle autre Lotus à l'époque.

## Production

### S1 (SE et NA)
Les premiers exemplaires de la Lotus Elan M100 ont été fabriqués de 1989 à décembre 1992 .Elles furent à traction avant.
Lancée en pleine récession économique, la Lotus Elan M100 a rencontré peu de succès par rapport aux attentes ambitieuses de la marque (3000 exemplaires annuels espéré). Les raisons souvent invoquées  étant le prix de vente élevé (lié au coût de production important) et la traction avant .
Seuls 4574 exemplaires de la première série ont été fabriqués. (3855 exemplaires pour la SE Turbo, 180 pour la SE Atmo et 539 en version US)

### S2
Lorsque General Motors a revendu Lotus à Romano Artioli (alors déjà propriétaire de Bugatti) en 1993, ce dernier a hérité d'un stock d'environ 800 châssis et moteurs. Une série limitée de 800 exemplaires (série S2) a donc été produite entre 1994 et 1995 pour utiliser ce surplus. 300 exemplaires ont été livrés en conduite à gauche (LHD).

### Kia Elan
Une troisième série, la Kia Elan, a ensuite été produite en Corée du sud à environ 1000 exemplaires à la suite de la vente de l'outil de production à Kia. Par la suite Kia souhaitait sortir une version restylée de l'Elan mais le projet fut annulé, probablement suite au peu d'exemplaires vendus.